# Ladislav Bradáč
Ladislav Bradáč (8. prosince 1870 Paceřice – 4. října 1897 Vlastibořice) byl český hudební skladatel.

## Život
Pocházel z hudební rodiny. Oba jeho bratři Otakar Bradáč a Jaroslav Bradáč, byli rovněž hudební skladatelé. Vystudoval Pražskou konzervatoř. Nejprve se živil v Praze jako hodinář. V roce 1893 odešel do Slavonie (dnes na východě Chorvatska). Ve Vukovaru se stal ředitelem kůru a sbormistrem. Zemřel velmi mlád, bylo mu 27 let.

## Dílo
Zkomponoval četné sbory a řadu drobných skladeb, z nichž některé vyšly i tiskem. Nedokončené opera Baltazar zůstala v rukopise.
Kromě vážné hudby byl i autorem tanečních skladeb.